# Distretto di Karur
Il distretto di Karur è un distretto del Tamil Nadu, in India, di 933 791 abitanti. Il suo capoluogo è Karur.